# Jackpot (álbum)
Jackpot es el álbum debut del rapero de St. Louis, Chingy, lanzado en 2003 bajó la productora Disturbing Tha Peace. El álbum llegó a la segunda posición en los Estados Unidos fue distinguido con un triple-platino. Aparte el éxito del disco, salieron a la luz tres singles que arrasaron en las listas, "Right Thurr" (el cual tiene un remix en el que participan Trina y Jermaine Dupri), "Holidae Inn" con Ludacris y Chingy y "One Call Away" con J-Weav.

## Canciones
| #  | Título                | Colaborador            | Duración |
| -- | --------------------- | ---------------------- | -------- |
| 1  | "Jackpot Intro"       |                        | 0:22     |
| 2  | "He's Herre"          |                        | 3:02     |
| 3  | "Represent"           | Tity Boi & I-20        | 4:12     |
| 4  | "Right Thurr"         |                        | 4:11     |
| 5  | "Jackpot the Pimp"    |                        | 1:08     |
| 6  | "Wurrs My Cash"       |                        | 4:33     |
| 7  | "Chingy Jackpot"      |                        | 4:03     |
| 8  | "Sample Dat Ass"      | Murphy Lee             | 5:06     |
| 9  | "One Call Away"       | J-Weav                 | 4:37     |
| 10 | "Dice Game"           |                        | 0:59     |
| 11 | "Gettin' It"          |                        | 4:28     |
| 12 | "Holidae Inn"         | Ludacris & Snoop Dogg  | 5:14     |
| 13 | "Juice"               |                        | 4:44     |
| 14 | "Fuck That Nigga"     |                        | 1:47     |
| 15 | "Madd @ Me"           |                        | 3:54     |
| 16 | "Bagg Up"             |                        | 3:22     |
| 17 | "Right Thurr (Remix)" | Trina & Jermaine Dupri | 3:43     |